# Paepalanthus kunhardtii
Paepalanthus kunhardtii är en gräsväxtart som beskrevs av Harold Norman Moldenke. Paepalanthus kunhardtii ingår i släktet Paepalanthus och familjen Eriocaulaceae. Inga underarter finns listade i Catalogue of Life.